# Ricapitolazione (musica)

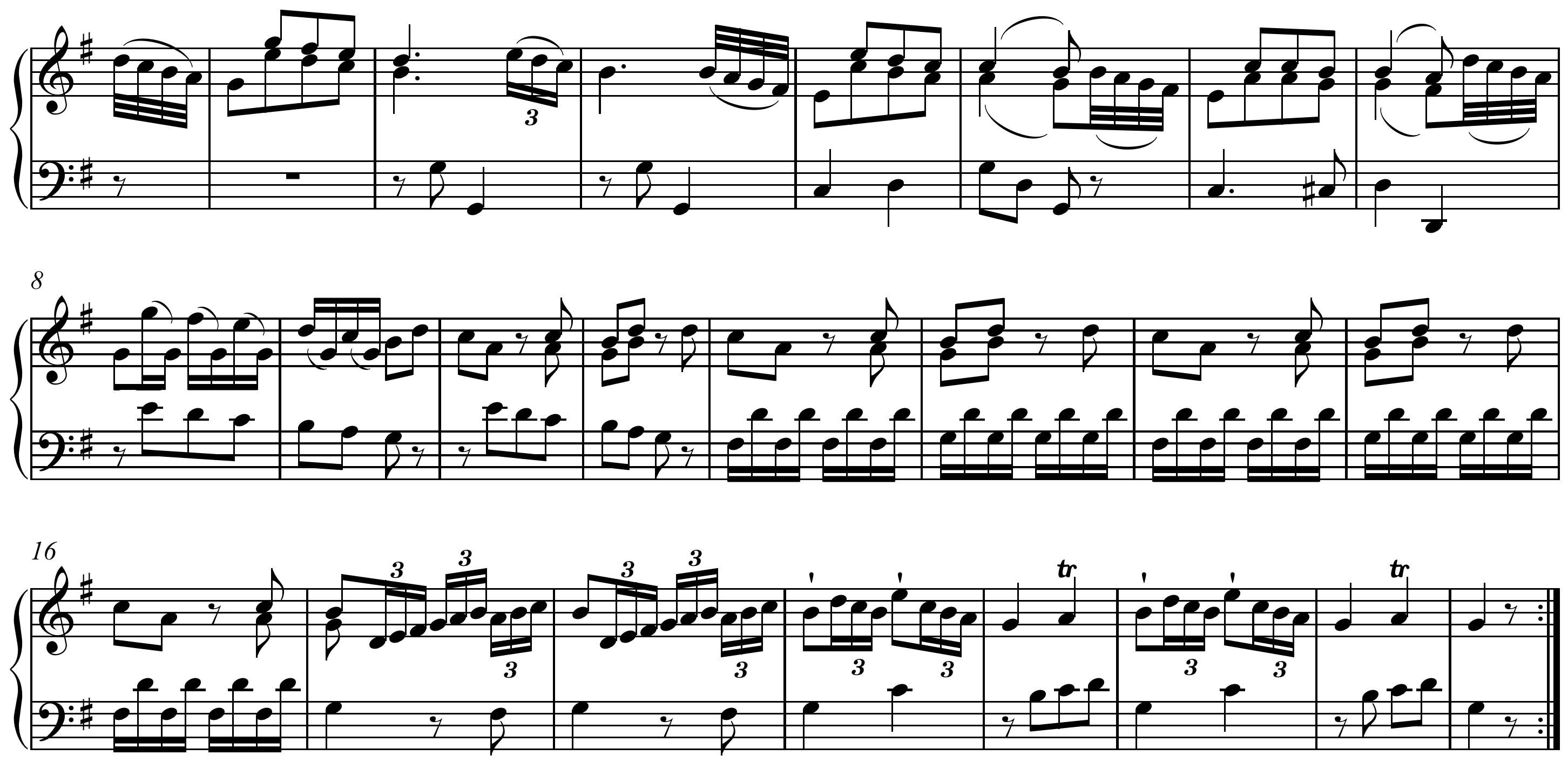
Ricapitolazione. Sonata in Sol Maggiore, di Haydn, Hob. XVI: G1, I, mm. 58-80.

Nella teoria della musica, la ricapitolazione è una delle sezioni di un movimento scritto nella forma-sonata.  La ricapitolazione avviene dopo lo sviluppo della sezione del movimento, e di solito presenta nuovamente i temi musicali dell'esposizione del movimento. Questo materiale spesso viene ricapitolato nella stessa chiave tonale del movimento, in modo tale che essa riconferma che la chiave del movimento è quella principale.
In alcuni movimenti della sonata, la ricapitolazione presenta un'immagine lineare dell'esposizione del movimento. Tuttavia molti movimenti di sonate, perfino gli esempi più vecchi, si discostano da questa procedura semplice. I metodi usati dai compositori comprendono l'inserimento di una sezione di sviluppo secondario, o la variazione del carattere del materiale musicale originale, o riorganizzandone l'ordine, o aggiungendo nuovo materiale, o omettendo materiale del tutto , oppure sovrapponendo materiale che era stato mantenuto separato nell'esposizione.
Il compositore del movimento di una sonata può mascherare l'inizio della ricapitolazione come l'estensione della sezione di sviluppo. Viceversa, il compositore può scrivere una "falsa ricapitolazione", che dà all'ascoltatore l'idea che la ricapitolazione è iniziata, ma poi ascoltando, risulta essere un'estensione della sezione dello sviluppo.